# Priolepis profunda
 Priolepis profunda és una espècie de peix de la família dels gòbids i de l'ordre dels cipriniformes que es troba a Indonèsia, Austràlia Occidental i Filipines.